# Alexandrine de Foligno
Bienheureuse Alexandrine de Foligne (morte en 1589), religieuse clarisse, est la fondatrice du couvent de Foligno, en Ombrie (Italie). Fête le 2 avril.
Elle figure au Calendrier français des fleuristes 2011 sous le nom diminutif de Sandrine.